# Matt Smith
Matthew Robert Smith (Northampton, Inglaterra, 28 de octubre de 1982) es un actor británico de cine y televisión. Saltó a la fama al protagonizar la undécima encarnación de El Doctor en la serie de ciencia ficción de la cadena BBC inglesa Doctor Who (2010-2014)y por interpretar al príncipe consorte Duque de Edimburgo, el marido de la reina Isabel II, en la serie histórica de Netflix The Crown (2016-2017) —por la que recibió una nominación a los premios Primetime Emmy— y al interpretar a Daemon Targaryen en la serie dramática de fantasía de HBO La casa del dragón (2022-presente).
Smith inicialmente aspiraba a ser futbolista profesional, pero una espondilosis lo obligó a abandonar el deporte. Después de unirse al National Youth Theatre y estudiar drama y escritura creativa en la Universidad de Anglia del Este, Smith se convirtió en actor en 2003 y comenzó a actuar en obras de cine y televisión. Amplió su trayectoria en los Teatros del West End, en la adaptación teatral de Swimming with Sharks junto con Christian Slater y en la aclamada obra por la crítica That Face dando vida a Henry. En el cine, entre otros, interpretó un papel dual en Womb (2010), las formas físicas de Skynet en Terminator Génesis (2015) o el papel de Milo en Morbius (2022).

## Biografía
Smith nació y se crio en Northampton, hijo de David y Lynne Smith, donde asistió a la escuela secundaria Northampton School for Boys. Había planeado ser un jugador profesional de fútbol. Jugó para los equipos juveniles del Northampton Town FC, el Nottingham Forest FC y el Leicester City FC. Después de una grave lesión de espalda, su profesor de teatro, Jerry Hardingham, sin que Smith lo supiera, lo inscribió como el décimo miembro del jurado de una adaptación de Twelve Angry Men.
Aunque participó como jurado, no quiso ir al festival de teatro al que su maestro le había inscrito. Tras la insistencia de su profesor, finalmente lo convenció para unirse al National Youth Theatre de Londres. 
Tras finalizar la escuela, Smith estudió drama y escritura creativa en la Universidad de Anglia del Este. Ha citado a su banda favorita, Radiohead, como una inspiración: «Lo que me gusta de cuando voy al teatro, cuando actúo, es eso, la experiencia que me deja aquello».
Su primer papel en el teatro fue cuando formó parte del National Youth Theatre donde fue Thomas Becket en Murder in the Cathedral y Basoon en The Master and Margarita. Su papel en esta última le valió un agente y su primer trabajo profesional: Fresh Kills and On the Shore of the Wide World. Sus nuevos roles profesionales le llevaron llegar a un acuerdo con su universidad para poder graduarse sin asistir a clases en sus dos últimos semestres.

## Carrera cinematográfica

### Década de 2000
El primer papel principal de Smith fue en la serie Party Animals, un drama de la cadena BBC sobre asesores e investigadores parlamentarios en Westminster. Interpretaba a Danny Foster, el investigador parlamentario de Jo Porter (Raquel Cassidy), joven ministra del Partido Laborista Home Office. A sus veintiséis años Danny es descrito como un inteligente pero tímido aficionado a la política que ya debería haber sido ascendido de un mero investigador a su edad. Dentro de la narrativa de la serie, vemos como intenta equilibrar sus afecciones por Kirsty MacKenzie (Andrea Riseborough), su interna, mientras trata de prevenir el inminente decline de Porter.
En una entrevista en el año 2007, Smith discute las motivaciones de su personaje. Resume que Danny tiene una visión romántica en torno al mundo de la política, mientras que se muestra cínico en cualquier otro entorno. Su personaje se vio inmerso en la política debido a la influencia de su padre. Smith defiende la situación laboral de Danny a su edad centrándose en su lealtad hacia Porter, en lugar de debido a un problema de incompetencia. Opina también sobre su madurez tanto emocional como intelectual: emocionalmente, su falta de confianza alrededor de las mujeres se hace notoria en su amor no correspondido hacia Kirsty —pero Smith interpreta a Danny como alguien cariñoso y sensible aunque algo «pervertido, sarcástico y retorcido»—; intelectualmente, Danny es presentado como alguien aplicado y con un fuerte sentido de la ética en su trabajo.
Smith participó en la película comedia negra de Martin McDonagh In Bruges (2008), como la versión más joven del personaje de Ralph Fiennes, pero sus escenas no aparecieron en el corte final de la película. Protagonizó el cortometraje Together (2009) y la película Womb (2010).

### Década de 2010

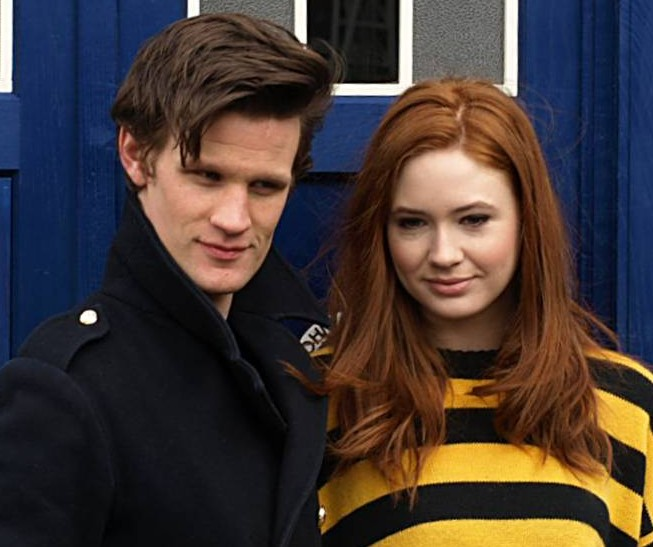
Smith y Karen Gillan en el estreno de Doctor Who en marzo de 2010

Smith fue anunciado para el papel del undécimo Doctor en la serie de ficción de televisión británica Doctor Who el 3 de enero de 2009 en el programa de la BBC Doctor Who Confidential sucediendo a David Tennant, intérprete del Décimo Doctor, quien ya había anunciado su salida en octubre de 2008 en directo en los National Television Awards de aquel año. 
Smith era un actor relativamente desconocido en comparación con los actores que se había especulado que fueran a asumir el papel. Smith fue nombrado por primera vez como posible sucesor un día antes de que fuera anunciado como el Doctor XI, en la edición del 3 de enero de 2009 de BBC Breakfast ya se habían especulado algunos nombres. Smith fue uno de los primeros actores a la audición para el papel realizado el primer día. El equipo de producción, compuesto por el productor entrante, Steven Moffat, y el jefe de drama y productor ejecutivo de la BBC Gales, Muelles Wenger, de inmediato lo eligieron con base en su actuación. Smith, además, audicionó para el papel de John Watson en la otra creación de Moffat Sherlock, sometiéndose a las dos audiciones al mismo tiempo. No tuvo éxito como Watson pues Moffat creía que su excéntrico estilo de actuación era más cercano a Holmes, cuyo papel ya se había dado a Benedict Cumberbatch. A los veintiséis años de edad, Smith era elegido con tres años menos que los que tenía Peter Davison en 1981 cuando empezó como el Quinto Doctor, por lo que es el actor más joven que ha interpretado el papel en los cincuenta años de historia de la serie, tanto la clásica como la moderna. Después de tres semanas de audiciones, Moffat y Wenger se pusieron de acuerdo en que Smith sería el elegido y se acercaron a él para que aceptara el papel. En la BBC se mostraron cautelosos sobre el casting porque les parecía que un joven de veintiséis años de edad no podría interpretar adecuadamente el papel como el Doctor; Wenger había pensado lo mismo, pero pensaba que Smith había demostrado su calidad en Party Animals. Wenger mantiene que lo que destacó en Smith fueron sus "cualidades Mercurianas". Algunos fanes de la serie creyeron que Smith no tendría la experiencia suficiente, ya que era demasiado joven para el papel, mientras que hubo otros que lo apoyaron, citando sus anteriores reconocidas actuaciones. Por su actuación en su primera serie fue nominado en la categoría Mejor Interpretación de drama del Premio Nacional de Televisión británico. En junio de 2010, apareció en el escenario con Orbital y realizó con ellos una versión del tema de Doctor Who en el Festival de Glastonbury. Smith presentó el Doctor Who Prom en el Royal Albert Hall los días 24 y 25 de julio de 2010 y en el año 2013. Smith abandonó Doctor Who en el episodio especial de Navidad de 2013. Smith interpretó la undécima encarnación del Doctor en Doctor Who de 2010 a 2013, convirtiéndose en la persona más joven en interpretar al personaje.

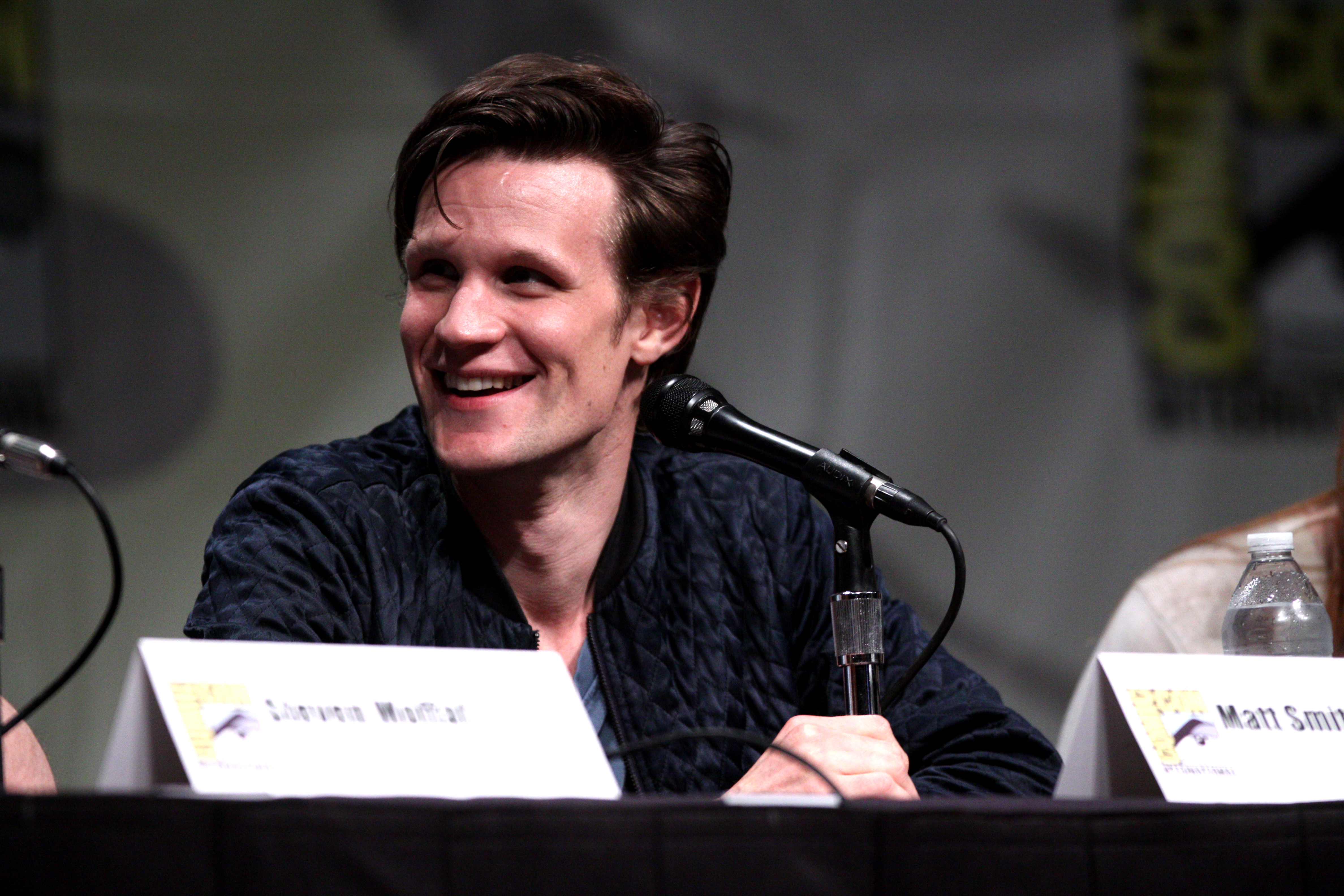
Smith en julio del año 2012.

Smith fue elegido parte del elenco de la película Lost River (2014) del debut como director de Ryan Gosling. Smith debutó como director de cine con el cortometraje Cargese, que se emitió en Sky Arts en mayo de 2013. También obtuvo un papel secundario como la encarnación de Skynet en Terminator Génesis (2015), de las cuales estaba destinado a tener más tiempo de pantalla en la sexta y séptima película de la serie, pero estas películas propuestas fueron canceladas a raíz del fracaso comercial y crítico.
En junio de 2015, Smith fue elegido para interpretar al príncipe Felipe de Edimburgo en el drama de Netflix The Crown. Intervino en las dos primeras temporadas de la serie, por este papel obtuvo una nominación para el premio Emmy como actor de reparto destacado en una serie dramática, en 2018.
En enero de 2019, se unió a la película derivada del Universo Spider-Man de Sony, titulada Morbius (2020), como Milo, un vampiro viviente. La película se estrenó el 1 de abril de 2022, recibió críticas negativas, aunque la actuación de Smith obtuvo algunos elogios de los críticos. En febrero de 2019, se anunció que se había unido al elenco de Last Night in Soho de Edgar Wright (2021).

### Década de 2020
En 2021, Smith apareció en los videos musicales de las canciones "We're On Our Way Now" y "Flying on the Ground" de la banda británica Noel Gallagher's High Flying Birds.
En 2020, fue escogido para encarnar al príncipe Daemon Targaryen, el jinete de dragones en la serie La casa del dragón, la precuela de la serie dramática de fantasía Game of Thrones, estrenada el 21 de agosto de 2022 que abarca la guerra civil de la Casa Targaryen, conocida como la Danza de los Dragones. Matt confiesa que quiso formar parte del elenco «por el personaje y porque me enteré de que Paddy Considine iba a estar en ella, y siempre le he admirado mucho. Pero sobre todo por el personaje: Daemon tiene muchas zonas grises, y con él se puede ir por un camino o por otro. Eso es muy interesante para un actor, es un desafío; es como tener el control de la narración, en tanto el guion te lo permite». Desde los primeros capítulos, los seguidores de la serie expresan su satisfacción por su actuación atractiva en igual medida de Smith, con críticas mayormente positivas tanto a su actuación como a la serie.

## Vida personal
Smith es ateo. Ha citado a su grupo favorito, Radiohead, como una inspiración.
Smith salió con la modelo Daisy Lowe durante 18 meses. Rompieron en noviembre de 2011. En 2014, se confirmó que su pareja era la actriz Lily James, relación que terminó en 2019.

## Filmografía

### Actor

#### Cine
| Cine               | Cine                            | Cine | Cine                  |
| Año                | Título                          | Título | Papel                 |
| Año                | Título original                 | Título en español                                                                                           | Papel                 |
| ------------------ | ------------------------------- | --- | --------------------- |
| 2009               | Together                        | en España: Together en Hispanoamérica: Together                                                             | Rob                   |
| 2010               | Womb                            | en España: Womb en Hispanoamérica: Womb                                                                     | Thomas                |
| 2011               | Christopher and His Kind        | en España: Christopher and His Kind en Hispanoamérica: Christopher and His Kind                             | Christopher Isherwood |
| 2012               | Bert and Dickie                 | en España: Bert and Dickie en Hispanoamérica: Bert and Dickie                                               | Bert Bushnell         |
| 2013               | An Adventure in Space and Time  | en España: Una aventura en el espacio y el tiempo en Hispanoamérica: Una aventura en el espacio y el tiempo | Undécimo Doctor       |
| 2015               | Lost River                      | en España: Río perdido en Hispanoamérica: Río perdido                                                       | Bully                 |
| 2015               | Terminator Genisys              | en España: Terminator Génesis en Hispanoamérica: Terminator Génesis                                         | Skynet                |
| 2016               | Pride and Prejudice and Zombies | en España: Orgullo y prejuicio y zombis en Hispanoamérica: Orgullo y prejuicio y zombis                     | Mr. Collins           |
| 2016               | Patient Zero                    | en España: Paciente Cero en Hispanoamérica: Paciente Z                                                      | Morgan                |
| 2018               | Mapplethorpe                    | en España: Mapplethorpe en Hispanoamérica: Mapplethorpe                                                     | Robert Mapplethorpe   |
| 2018               | Charlie Says                    | en España: Charlie Says en Hispanoamérica: Charlie Says                                                     | Charles Manson        |
| 2019               | Official Secrets                | en España: Secretos de estado en Hispanoamérica: Secretos de estado                                         | Martin Bright         |
| 2020               | His House                       | en España: Casa ajena en Hispanoamérica: Su casa                                                            | Mark                  |
| 2021               | Last Night in Soho              | en España: Última noche en el Soho en Hispanoamérica: El misterio de Soho                                   | Jack                  |
| 2021               | The Forgiven                    | en España: Los perdonados en Hispanoamérica: The Forgiven                                                   | Richard Galloway      |
| 2022               | Morbius                         | en España: Morbius en Hispanoamérica: Morbius                                                               | Loxias Crown          |
| 2023               | Starve Acre                     | en España: Starve Acre en Hispanoamérica: Starve Acre                                                       | Richard               |
| (Fuente: imdb.com) |                                 | |                       |
|                    |                                 | |                       |

#### Televisión
| Televisión         | Televisión                     | Televisión                             | Televisión                                     |      |                       |            |                  |
| Año                | Título original                | Papel                                  | Notas                                          |      |                       |            |                  |
| ------------------ | ------------------------------ | -------------------------------------- | ---------------------------------------------- | ---- | --------------------- | ---------- | ---------------- |
| Año                | Título original                | Papel                                  | Notas                                          | 2006 | The Ruby in the Smoke | Jim Taylor | Película para TV |
| 2007               | The Shadow in the North        | Jim Taylor                             | Película para TV                               |      |                       |            |                  |
| 2007               | Party Animals                  | Danny Foster                           | Serie de TV. Rol principal. 8 episodios        |      |                       |            |                  |
| 2007               | Secret Diary of a Call Girl    | Tim                                    | Serie de TV. 1 Episodio                        |      |                       |            |                  |
| 2007               | The Street                     | Ian Hanley                             | Serie de TV. 2 episodios                       |      |                       |            |                  |
| 2009               | Moses Jones                    | Dan Twentyman                          | Miniserie de TV. 3 episodios.                  |      |                       |            |                  |
| 2010 - 2013        | Doctor Who                     | Undécimo Doctor                        | Series de TV. Temporadas 5-7                   |      |                       |            |                  |
| 2010               | The Sarah Jane Adventures      | Undécimo Doctor                        | Series de TV. 2 episodios                      |      |                       |            |                  |
| 2013               | An Adventure in Space and Time | Él mismo                               | Película para TV. Cameo                        |      |                       |            |                  |
| 2013               | The Five(ish) Doctors Reboot   | Él mismo                               | Película para TV                               |      |                       |            |                  |
| 2016-2017          | The Crown                      | Philip Mountbatten, duque de Edimburgo | Serie de Netflix. Rol principal. 2 temporadas. |      |                       |            |                  |
| 2021               | This Time with Alan Partridge  | Dan Milner                             | Serie. 1 episodio                              |      |                       |            |                  |
| 2021               | Superworm                      | Superworm                              | Película para TV. Voz.                         |      |                       |            |                  |
| 2022               | La casa del dragón             | Daemon Targaryen                       | Serie de HBO. Rol principal.                   |      |                       |            |                  |
| TBA                | The Death of Bunny Munro       | Bunny Munro                            | Serie. Rol principal.                          |      |                       |            |                  |
| (Fuente: imdb.com) |                                |                                        |                                                |      |                       |            |                  |
|                    |                                |                                        |                                                |      |                       |            |                  |

## Obras de teatro
| Teatro             | Teatro                         | Teatro           | Teatro                       |
| Año                | Título original / Obra         | Papel            | Localización / Teatro        |
| ------------------ | ------------------------------ | ---------------- | ---------------------------- |
| 2003               | Murder in the Cathedral        | Thomas Becket    | National Youth Theatre       |
| 2004               | The Master and Margarita       | Basoon           | Lyric Hammersmith            |
| 2005               | On the Shore of the Wide World | Paul Danzinger   | Royal National Theatre       |
| 2005-06            | The History Boys               | Lockwood         | Royal National Theatre       |
| 2007               | That Face                      | Henry            | Royal Court Theatre Upstairs |
| 2007-08            | Swimming with Sharks           | Guy              | Vaudeville Theatre           |
| 2013-14            | American Psycho                | Patrick Bateman  | Almeida Theatre              |
| 2016               | Unreachable                    | Maxim            | Royal Court Theatre          |
| 2019               | Lungs                          | M                | The Old Vic                  |
| 2024               | An Enemy of the People         | Thomas Stockmann | Duke of York's Theatre       |
| (Fuente: imdb.com) |                                |                  |                              |
|                    |                                |                  |                              |